# Lars Larsson (arkeolog)
Lars Larsson, född 1947, professor i arkeologi vid Lunds universitet där han efterträdde Berta Stjernquist. Larsson har ägnat största delen av sin forskning åt stenåldern i Skåne. Han har bland annat undersökt flera boplatser vid Ageröds mosse, berömda senmesolitiska gravfält vid Skateholm samt en kökkenmödding från mesolitikum och en megalitgrav från neolitikum i Portugal.
På 1990-talet ledde Larsson undersökningar av mellanpaleolitiska bosättningslämningar i grottor belägna i norra Zimbabwe. Han har också under 1990- och 00-talen gjort viktiga insatser inom järnåldersforskningen i och med undersökningarna vid Uppåkra söder om Lund.
Under 1983 fick Larsson sin doktorsavhandling (1978) om bosättningen i Ageröd belönad med Montelius pris och 2014 tilldelades han Monteliusmedaljen.

## Utmärkelser, ledamotskap och priser
- Ledamot av Kungl. Vitterhetsakademien (LHA, 1989, 2008- ansvarig utgivare och huvudredaktör för akademiens tidskrift Fornvännen)
- Ledamot av Kungl. Vetenskapsakademien (LVA)
- Ledamot av Kungl. Fysiografiska sällskapet i Lund (LFS)
- Ledamot av Vetenskapssocieteten i Lund (LVSL, 1984)[2]